# Атрощенко, Эдуард Сергеевич
Эдуард Сергеевич Атрощенко (1938—2004) — советский и российский учёный, доктор технических наук (1986), профессор (1987).
Специалист в области материаловедения и порошковой металлургии. Автор более 270 научных работ по вопросам обработки материалов, а также более 20 авторских свидетельств и патентов на изобретения.

## Биография
Родился 25 ноября 1938 года в Перми.
В 1974 году поступил на работу в Пензенский политехнический институт (ныне Пензенский государственный университет). В 1975 году был избран заведующим кафедрой технологии металлов и металловедения (ныне — «Сварочное производство и материаловедение»), которой бессменно руководил вплоть до самой смерти. В 1986 году Э. С Атрощенко защитил докторскую диссертацию на тему «Взрывное прессование металлокерамических и пьезокерамических материалов», а год спустя ему было присвоено звание профессора.
Эдуард Сергеевич Атрощенко являлся одним из ведущих ученых в области современных технологий обработки материалов импульсными давлениями. Он создал научную школу в области ударно-волновой обработки материалов, которая известна и за рубежом. Научные разработки возглавляемого Атрощенко коллектива были награждены двумя золотыми, одной серебряной и одной бронзовой медалями ВВЦ. Под его руководством защищено 15 кандидатских и 1 докторская диссертации.
Э. С. Атрощенко являлся членом диссертационных советов при Волгоградском государственном техническом университете и Пензенском государственном университете; был членом ассоциации металловедов Российской Федерации; руководителем секций материаловедения, сварки и порошковой металлургии Приволжского дома знаний; входил в состав научного Совета Уральско-Приволжского отделения РАН по горению и взрыву.
Умер 14 января 2004 года в Пензе. Похоронен на городском Ново-Западном кладбище.
Удостоен званий «Заслуженный деятель науки и техники РФ» (03.12.2001) и «Почетный работник высшей школы РФ». Мемориальная доска в память об Э. С. Атрощенко установлена на главном учебном корпусе Пензенского государственного университета.